# Bull Lake, Sioux Narrows-Nestor Falls
Bull Lake är en sjö i Kanada.   Den ligger i Kenora District och provinsen Ontario, i den sydöstra delen av landet, 1 400 km väster om huvudstaden Ottawa. Bull Lake ligger 354 meter över havet. Arean är 0,33 kvadratkilometer. Den sträcker sig 1,1 kilometer i nord-sydlig riktning, och 1,2 kilometer i öst-västlig riktning.
Trakten runt Bull Lake är nära nog obefolkad, med mindre än två invånare per kvadratkilometer.